# Stade Boujemaa-Kmiti
 (février 2022).
Si vous disposez d'ouvrages ou d'articles de référence ou si vous connaissez des sites web de qualité traitant du thème abordé ici, merci de compléter l'article en donnant les références utiles à sa vérifiabilité et en les liant à la section « Notes et références ».
Le stade Boujemaa-Kmiti (arabe : الملعب الأولمبي بباجة) est un stade sportif multidisciplinaire de Béja (Tunisie).
Il accueille les matchs de l'Olympique de Béja d'une capacité de 8 000 sièges.
Il tire son nom d'un ancien joueur de l'Olympique de Béja, Boujemaa Kmiti.